# Кертіс Майден
Кертіс Майден (англ. Curtis Myden, 31 грудня 1973) — канадський плавець.
Призер Олімпійських Ігор 1996, 2000 років, учасник 1992 року.
Призер Чемпіонату світу з водних видів спорту 1998 року.
Призер Чемпіонату світу з плавання на короткій воді 1995 року.
Призер Пантихоокеанського чемпіонату з плавання 1995, 1997, 1999 років.
Призер Ігор Співдружності 1994 року.
Переможець Панамериканських ігор 1995, 1999 років.